# 双河口水库
双河口水库是中国湖北省黄冈市罗田县境内的一座水库，位于巴水水系五桂河支流上，建于1960年。水库正常库容为790万立方米，集雨面积为17平方千米，海拔为157.53米。